# Загориця (Мирна)
Загориця (словен. Zagorica) — поселення в общині Мирна, регіон Південно-Східна Словенія, Словенія.